# Eugen Ciurtin
Eugen Ciurtin (n. 29 septembrie 1975) este un autor și istoric al religiilor român, director al Institutului de Istorie a Religiilor din anul 2022.

## Educație
Eugen Ciurtin a absolvit Facultatea de Filosofie a Universității din București (1999), un masterat de Filosofie a culturii (2000) și a obținut un doctorat în istorie modernă la Institutul de Istorie „N. Iorga” al Academiei Române cu teza Istoria imaginii și memoriei Asiei în cultura română modernă și contextul european (sec. XVII-1940), sub conducerea acad. Paul Cernovodeanu (2003). Studii doctorale în istoria religiilor la Paris (École Pratique des Hautes Études, Section des Sciences religieuses, Sorbonne) începând din 2002, precum și studii postdoctorale în indianistică și istoria religiilor (2003-2007) oferite de Agence universitaire de la Francophonie, École Pratique des Hautes Études (Sciences religieuses și Sciences historiques et philologiques), Institut d’Études Indiennes, Collège de France, Centre national de la recherche scientifique - UMR 7529 „Mondes iranien et indien” și Fondation de la Maison des Sciences de l’Homme. A fost de asemenea bursier al Institutului Boltzmann pentru problematica religioasă a integrării europene, apoi oaspete al Rectorului la Colegiul Noua Europă. Institut de studii avansate din București (2001, 2006-2007).
Discipol al indianistului francez Arion Roșu (1924-2007), cel mai semnificativ și cunoscut indianist de origine română după Mircea Eliade, este membru fondator al Asociației române de istorie a religiilor, membră a European Association for the Study of Religions, din 2002, și a International Association for the History of Religions, din 2005, față de care servește ca reprezentant pentru România (secretar). Editor fondator al Archaeus. Studii de istorie a religiilor / Études d’histoire des religions  / Studies in the History of Religions (din 1997, vol. XIV în 2010) și al Studia Asiatica. Revue internationale d’études asiatiques / International Journal for Asian Studies (din 2000, vol. XI în 2010). Responsabil al Centrului de Istorie a Religiilor al Universității București (Facultatea de Istorie, 2001-2006). Inițiator și co-organizator al Congresului european de istorie a religiilor cu tema Istoria religioasă a Europei și Asiei, București, 18-23 septembrie 2006, în cadrul căruia a organizat secțiunea consacrată religiilor indiene și studiilor buddhiste și secțiunea dedicată lui Mircea Eliade la centenar, precum și coorganizat secțiunile Hermetic Currents and Esotericism și Religions and Modernity. Este membru fondator al Institutului de Istorie a Religiilor al Academiei Române, fondat în 2008, servind totodată ca Secretar al Consiliului său stiintific (www.ihr-acad.ro).

## Activitate
- A publicat peste 200 de articole de cercetare, studii și recenzii în periodice internaționale de istoria religiilor si indianistica, fiind totodată colaborator constant al Idei in dialog si al Revistei 22. Diferite volume editate, studii și articole publicate în Franța (Paris; din 2003 colaborator al Bulletin d’Études Indiennes), Belgia (Louvain, Peeters - Cahiers de la Société Asiatique), Olanda (Leiden, Brill), Anglia (Londra, Routledge), Italia (Torino), India, Pakistan, Indonezia etc. A participat cu conferințe (unele invitate și publicate) la congrese și colocvii internaționale, mai ales la Paris, dar și la București, Roma, Tübingen, Santander, Turku/Åbo, Delhi, Lahore, Mumbai, Sarnath, Varanasi, Messina, Ohrid etc. A susținut cursuri masterale la Centrul de excelență în studiul imaginii, Universitatea din București (2002-2004). Stagii de cercetare si conferinte anuale in India (2006-2011).
- Initiator si coorganizator al celui de al șaselea Congres european de istorie a religiilor (București, 20-23 septembrie 2006), organizat de Asociația română de istorie a religiilor și European Association for the Study of Religions (EASR). Coordoneaza editarea volumelor de Acte ale Congresului (cinci volume, cu contributii in sase limbi, aparute in 2008-2010).
- Coordoneaza programul european de burse postdoctorale "Religii, istorie si societate in Europa si Asia" (POSDRU 61104) in cadrul Institutului de Istorie a Religiilor (2010-2012) al Academiei Romane.
- Membru al mai multor asociații profesionale internaționale precum Société Asiatique, Association française pour les études indiennes, Société Ernest Renan. Société française d’histoire des religions (Paris), Royal Asiatic Society of Great Britain and Ireland (Londra), Pali Text Society (Londra-Oxford-Bristol), International Association of Buddhist Studies (Lausanne), etc.
- Membru al Grupului pentru Dialog Social (2005).
- A fost Maître de conférences invité (2004-2005) al catedrelor de indianistică de la École Pratique des Hautes Études, Section des Sciences historiques et philologiques, Sorbona (2005); invited lecturer la Department of Buddhist Studies, University of Delhi (2011) si la K. R. Cama Oriental Institute (Mumbai, 2011). Distins în 2005 cu premiul de indianistică Ikuo Hirayama al Académie des Inscriptions et Belles-Lettres (Institut de France, Paris). Ales în 2007 „Publications Officer” și membru, pentru 2008-2010, în conducerea European Association for the Study of Religions (Haga), reales la Congresul IAHR de la Toronto (2010) în aceeași funcție pentru un al doilea mandat (2011-2013).

## Lucrări publicate
- Mircea Eliade (ed.) - ZALMOXIS. Revista de studii religioase / Revue des études religieuses (vol. I-III, 1938-1942, 600 pages, Paris, Librairie orientaliste Paul Geuthner - București, Imprimeriile naționale), ediție critică și studiu introductiv de Eugen Ciurtin, traducere de Eugen Ciurtin, Mihaela Timus, Andrei Timotin, Ed. Polirom, Iași, 2000, 494 p.
- Johann Martin Honigberger - Treizeci și cinci de ani in Orient (Früchte aus dem Morgenlande, Wien, 1851 / Thirty-Five Years in the East, Londres-New York-Calcutta, 1852), ediție românească, introducere, traducere (în colaborare), comentarii și note de Eugen Ciurtin, cuvânt înainte de Arion Roșu, notă introductivă de Bernard Le Calloc'h, Ed. Polirom, Iași, 2004.
- Oscar Botto, Colette Caillat, Pierre Delaveau, Pierre-Sylvain Filliozat, Siegfried Lienhard, G. Jan Meulenbeld, Priya Vrat Sharma (ed.) - Du corps humain, au carrefour de plusieurs savoirs en Inde. Mélanges offerts à Arion Rosu par ses collègues et ses amis à l’occasion de son 80e anniversaire / The Human Body, at the Crossroads of Multiple Indian Ways of Knowing. Papers Presented to Arion Roșu by his Colleagues and Friends on the Occasion of his Eightieth Birthday, Studia Asiatica IV (2003) - V (2004), travaux réunis et édités par Eugen Ciurtin, ouvrage publié avec le concours du CNRS, Paris et sous le patronage du CESMEO, Turin, Paris-Bucarest, Diffusion : Éditions De Boccard, 2004.